# Fritz John
Pour les articles homonymes, voir John.
Fritz John (14 juin 1910 – 10 février 1994) est un mathématicien américain d'origine allemande, spécialisé dans les équations aux dérivées partielles et les problèmes bien posés. Ses premiers travaux concernent la transformée de Radon et il est connu pour l'équation de John (en).

## Formation et carrière
John est né à Berlin, alors dans l'Empire allemand, il est le fils de Hedwig (née Bürgel) et Hermann Jacobson-John. Il a étudié les mathématiques à partir de 1929 à 1933, à l'Université de Göttingen, où il a été influencé par Richard Courant, entre autres. À la suite de l'arrivée au pouvoir d'Hitler en 1933, les « non-aryens » ont été expulsés de postes d'enseignant, et John, à moitié juif, émigre d'Allemagne vers l'Angleterre.
John a publié son premier article en 1934 sur la théorie de Morse. Il a obtenu son doctorat en 1934, avec une thèse intitulée Determining a function from its integrals over certain manifolds à Göttingen. Avec l'assistance de Richard Courant, il a passé une année au St John's College, à Cambridge. Pendant ce temps, il a publié des articles sur la transformée de Radon, un thème sur lequel il reviendra tout au long de sa carrière.
John a été nommé professeur adjoint à l'Université du Kentucky en 1935 et il émigra aux États-unis, devenant naturalisé en 1941. Il est resté à l'Université du Kentucky jusqu'en 1946, avec une parenthèse entre 1943 et 1945, période au cours de laquelle il a fait la guerre pour le service de Laboratoire de recherches balistiques (en) à l'Aberdeen Proving Ground, dans le Maryland. En 1946, il part à l'Université de New York, où il est resté pour le reste de sa carrière.

## Travaux
Pendant les années 1940 et 1950, il a continué à travailler sur la transformée de Radon, en particulier son application aux équations aux dérivées partielles linéaires, à la géométrie convexe (en), et à la théorie mathématique des vagues. Il a également travaillé en analyse numérique et les problèmes bien posés. Son livre sur les équations aux dérivées partielles a été très influent et a été réédité à plusieurs reprises. Il a apporté plusieurs contributions à la géométrie convexe, y compris son célèbre résultat énonçant que tout corps convexe contient un ellipsoïde de volume maximal, maintenant appelé l'ellipsoïde de John (en).
À partir du milieu des années 1950, il a commencé à travailler sur la théorie de l'équilibre de l'élasticité non-linéaire. Il coécrit avec Richard Courant les deux volumes de Introduction to Calculus and Analysis, d'abord publié en 1965. Il a pris sa retraite en 1981, mais a continué à travailler sur des ondes non linéaires.

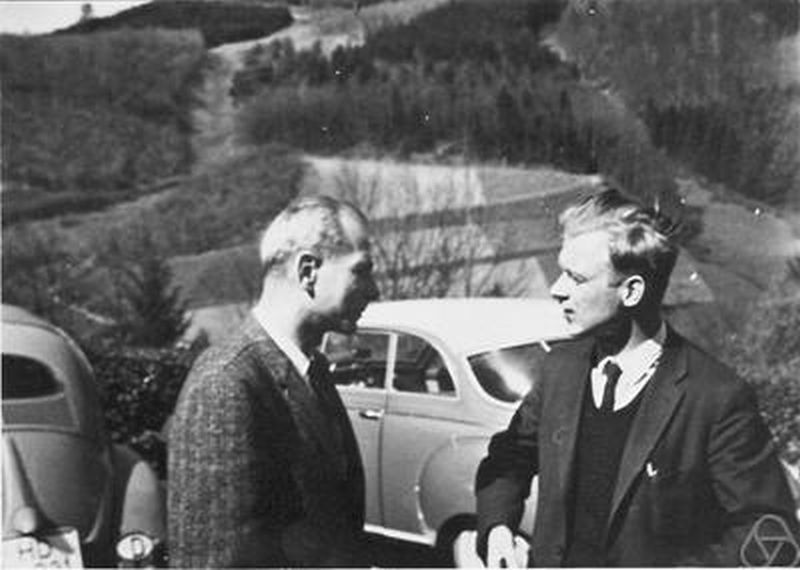
Fritz John (à gauche) avec Jürgen Moser, à Oberwolfach en 1961.

## Prix et distinctions
Il a reçu de nombreuses récompenses au cours de sa carrière, dont le prix George David Birkhoff en mathématiques appliquées, en 1973, et le prix Leroy P. Steele en 1982. Il a également bénéficié d'une bourse Guggenheim de 1963 à 1970, et il a reçu le prix MacArthur en 1984. Il est lauréat de la Conférence Gibbs en 1975.
Le 5 mai 1985, conjointement avec Olga Oleinik, il a obtenu la laurea honoris causa en mathématiques de l'Université Sapienza de Rome. En 1992, il reçoit la médaille Radon de l'Académie autrichienne des sciences.
En 1964 il est élu à l'Académie nationale des sciences et en 1974 il devient membre de l'Académie allemande des sciences Leopoldina. En 1966 il est conférencier invité au congrès international des mathématiciens à Moscou (« The effect of geometry on elastic behaviour »).

## Publications
Toules les œuvres publiées de John, à l'exclusion des monographies et manuels, sont recueillies dans les références (John 1985) et (John 1985a) avec des remarques et des corrections par lui-même et des commentaires par Sigurdur Helgason, Lars Hörmander, Sergiu Klainerman, Warner Koiter, Heinz-Otto Kreiss, Harold W. Kuhn, Peter Lax, Louis Nirenberg et Fritz Ursell.
- John, Fritz (1955), Plane waves and spherical means applied to partial differential equations, Interscience Tracts in Pure and Applied Mathematics, 2 (1ère ed.), New York: Interscience Publishers, pp.  VIII+172, lien Math Reviews, Zbl 0067.32101. La célèbre monographie de John sur la transformée de Radon et ses applications aux équations aux dérivées partielles.
- (en) Fritz John, Partial Differential Equations, New York/Berlin/Paris etc., Springer-Verlag, 1982, 4th éd., 249 p. (ISBN 0-387-90609-6, lire en ligne). .
- (en + de) Fritz John et Jürgen Moser (dir.), Collected Papers. Volume 1, Boston/Basel/Stuttgart, Birkhäuser Verlag, coll. « Contemporary Mathematicians », 1985, 648 p. (ISBN 0-8176-3266-2, MR 0809786, zbMATH 0584.01025, lire en ligne). .
- (en + de) Fritz John et Jürgen Moser (dir.), Collected Papers. Volume 2, Boston/Basel/Stuttgart, Birkhäuser Verlag, coll. « Contemporary Mathematicians », 1985a, 758 p. (ISBN 978-0-8176-3267-0 et 0-8176-3267-0, MR 0809787, zbMATH 0584.01025, lire en ligne). .